# Alcide De Gasperi
Alcide Amedeo Francesco De Gasperi (phát âm tiếng Ý: [alˈtʃiːde de ˈɡasperi]; 3 tháng 4 năm 1881 - 19 tháng 8 năm 1954) là một chính khách Ý và chính trị gia người thành lập đảng Dân chủ Thiên chúa giáo. Từ năm 1945 đến 1953 ông là thủ tướng tám năm của chính phủ liên minh. Nhiệm kỳ tám năm cầm quyền của ông vẫn còn là một bước ngoặt của sự trường thọ chính trị cho một nhà lãnh đạo trong nền chính trị hiện đại của Ý. Là một người Công giáo bảo thủ, ông là một trong những người sáng lập của Liên minh châu Âu, cùng với Altiero Spinelli người Ý, người Pháp Robert Schuman và Thủ tướng Tây Đức Konrad Adenauer.